# Fontana del Sacramento
Fontana del Sacramento, także Fontana delle Torri (pol. Fontanna Najświętszego Sakramentu) – barokowa fontanna w Ogrodach Watykańskich, zaprojektowana przez Giovanniego Vasanzia, ukończona w 1605 roku.

## Historia
Projekt fontanny powstał za pontyfikatu papieża Klemensa VIII. Jego autorem był Giovanni Vasanzio. Prace ukończono w 1605 roku, za Pawła V. Architekt wykorzystał stare wejście w Murach Leoniańskich, konstruując niszę z wodotryskiem. Fontanna wyrzuca wodę, której strumienie układają się w kształt przypominający monstrancję, stąd nazwa fontanny. Nad centralną absydą umieszczony został herb papieski Pawła V z rodu Borghese oraz tablica dedykacyjna. Nawiązaniem do herbu rodziny Borghese są również umieszczone w wyższym basenie fontanny oraz na bocznych wieżach krenelażowych kamienne smoki.
Budynek za fontanną był siedzibą papieskiej mennicy. Obecnie w budynku mieści się magazyn (wł. Floreria Apostolica), w którym przechowywane są dywany i chodniki nie będące aktualnie w użyciu.

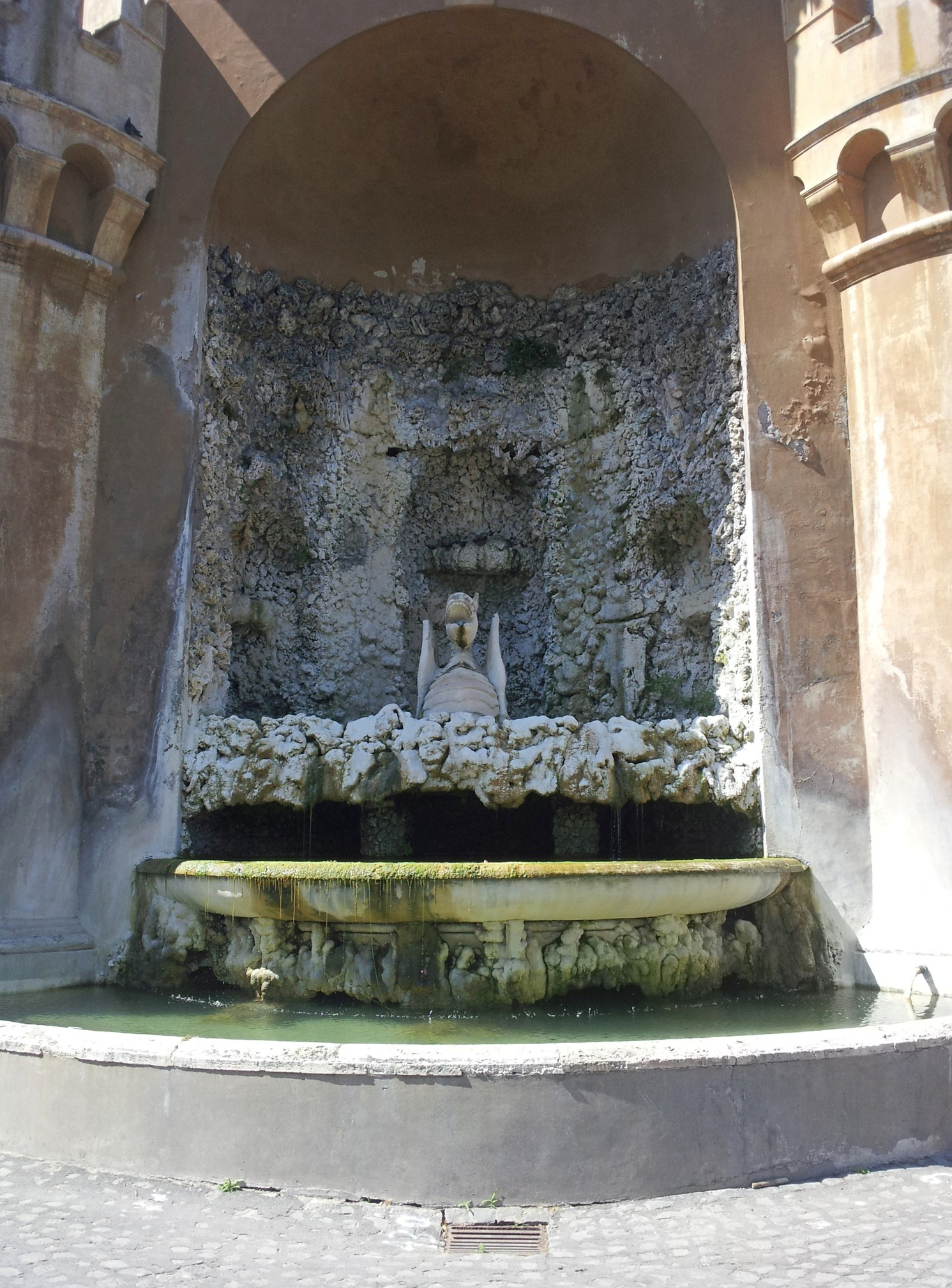
Centralna część fontanny